# مرغ دبیر
مرغ دبیر یا مرغ منشی (به انگلیسی: Secretary bird) پرنده بومی آفریقا و از راسته بازسانان با پاهای بلند و دم‌هایی دراز و دارای منقار قوی می‌باشد که بیشتر در دشت‌های باز و گسترده زندگی می‌کند. این پرندگان در علف‌های بلند دشت‌های آفریقا، قدم می‌زنند و برای خوردن، به دنبال حشرات و جانوران دیگر می‌گردند. آنها زمانی که طعمه‌هایشان را پیدا می‌کنند با پای خود به آنها ضربه می‌زنند تا بمیرند. پرندگان منشی، مارها، حتی مارهای سمی مانند کبرا و مار جعفری را می‌خورند. زمانی که این پرنده در پشت گیاهان در کمین یک مار باشد، به طرف ان دویده و با پایش به سر مار ضربهٔ شدیدی وارد می‌کند. ضربهٔ تیز نوک بر پشت گردن مار، کار آن را تمام می‌کند. اگر طعمه در این روش مقاومت کند، ممکن است مرغ دبیر با منقارش ان را بقاپد و ان را به آسمان برده و بعد از ارتفاع زیادی به پایین بیندازد. [قد یک پرنده منشی نر می‌تواند تا ۱/۴ متر باشد. ممکن است پرندگان منشی به خاطر کاکل بلند و شاه‌پرهای مشکی روی سرشان، به این اسم نام‌گذاری شده باشند]. مارها قابل مقایسه با این پرنده نیستند. این درندگان هنگام تعقیب، به سرعت می‌دوند و پاهایشان جهت محافظت آنها از نیش‌ها، در پولک ضخیم پوشانده شده است. اگر یک مار در حال مبارزه با پشت سر خود باشد، پرندهٔ منشی بال‌های خود را برای دفاع، باز می‌کند. بال‌های باز، مار را می‌ترساند و اگر مار پرها را به دندان بگیرد، به پرنده هیچ آسیبی نخواهد رسید. آنها اغلب دوتایی شکار می‌کنند و می‌توانند هر روزه به دنبال غذا، بیش از ۲۵ کیلومتر را طی می‌کنند. پرندگان منشی زمانی که عصبانی و هیجان‌زده می‌شوند یا اینکه می‌ترسند، شاه‌پرهای خود را بالا می‌برند. رنگ پرهای (بدن) آنها خاکستری و سفید است. نرها و ماده‌ها شبیه به هم هستند، اما ماده‌ها کوچکترند.

## نامگذاری
اتحادیه بین‌المللی پرنده‌شناسان، مرغ منشی را به‌عنوان نام مرسوم این پرنده برگزیده است. در سال ۱۷۸۰، دانشمند فرانسوی، ژرژ لویی لکلرک، کنتِ بوفون، گفت که  انتخاب اسم این پرنده به دلیل پاهای بلند آن و پرهای روی گردنش است که شبیه قلم-پَر هستند.

## طبقه‌بندی
برای اولین بار جان فردریک میلر انگلیسی در سال ۱۷۷۹ به شرح آن پرداخت، و سپس توسط یوهان هرمان فرانسوی طبقه‌بندی شد.

## نگارخانه

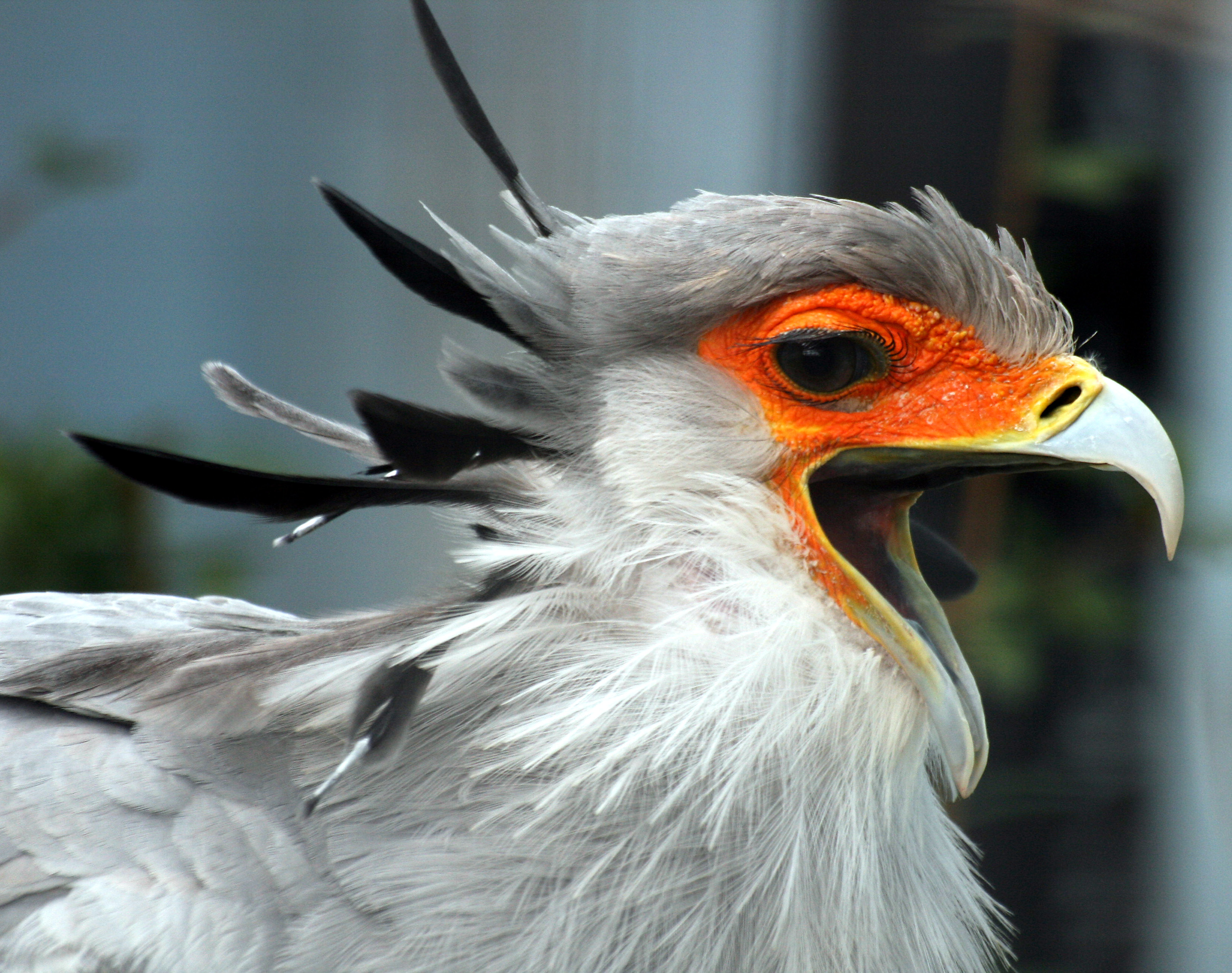
سر و منقار
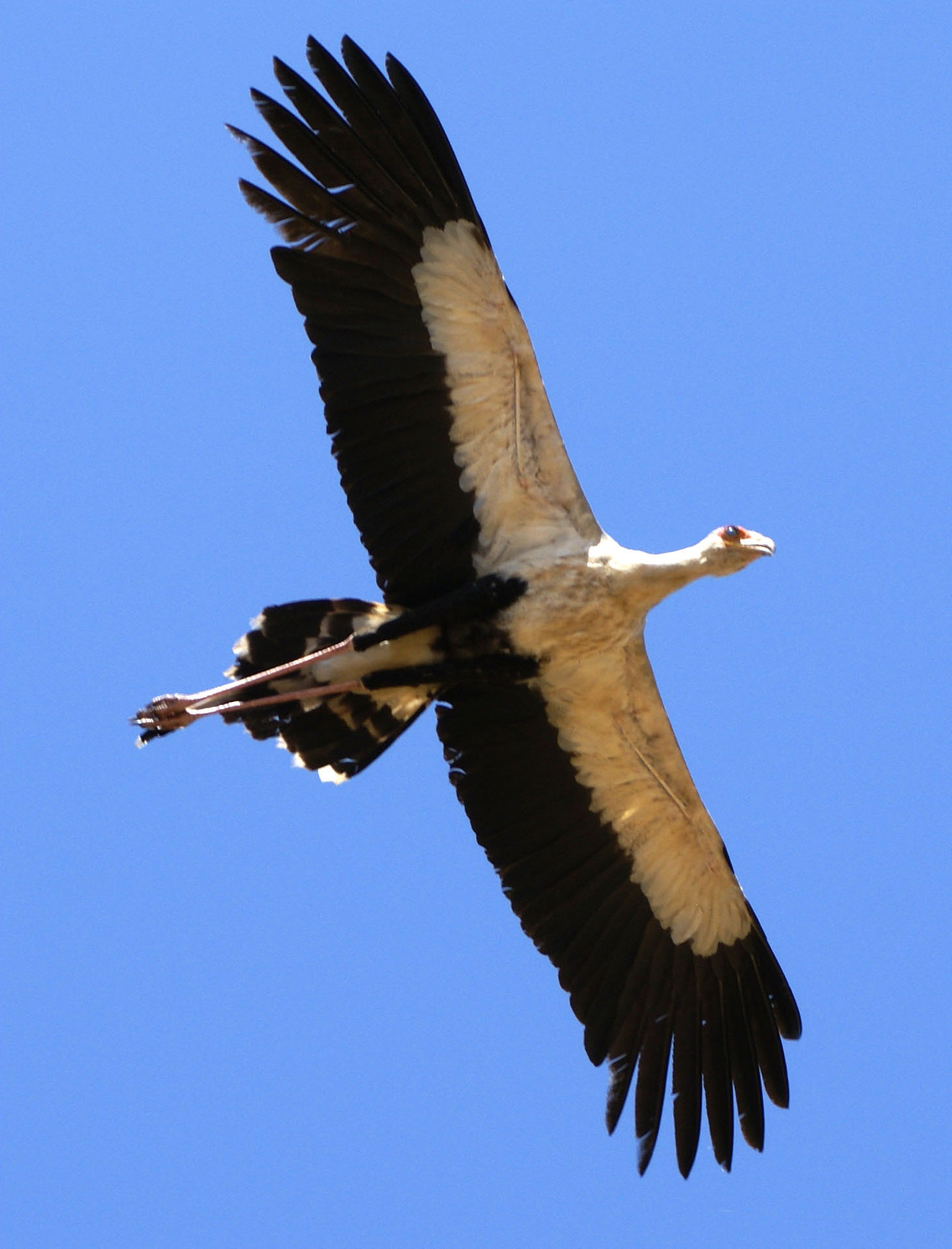
بال‌ها
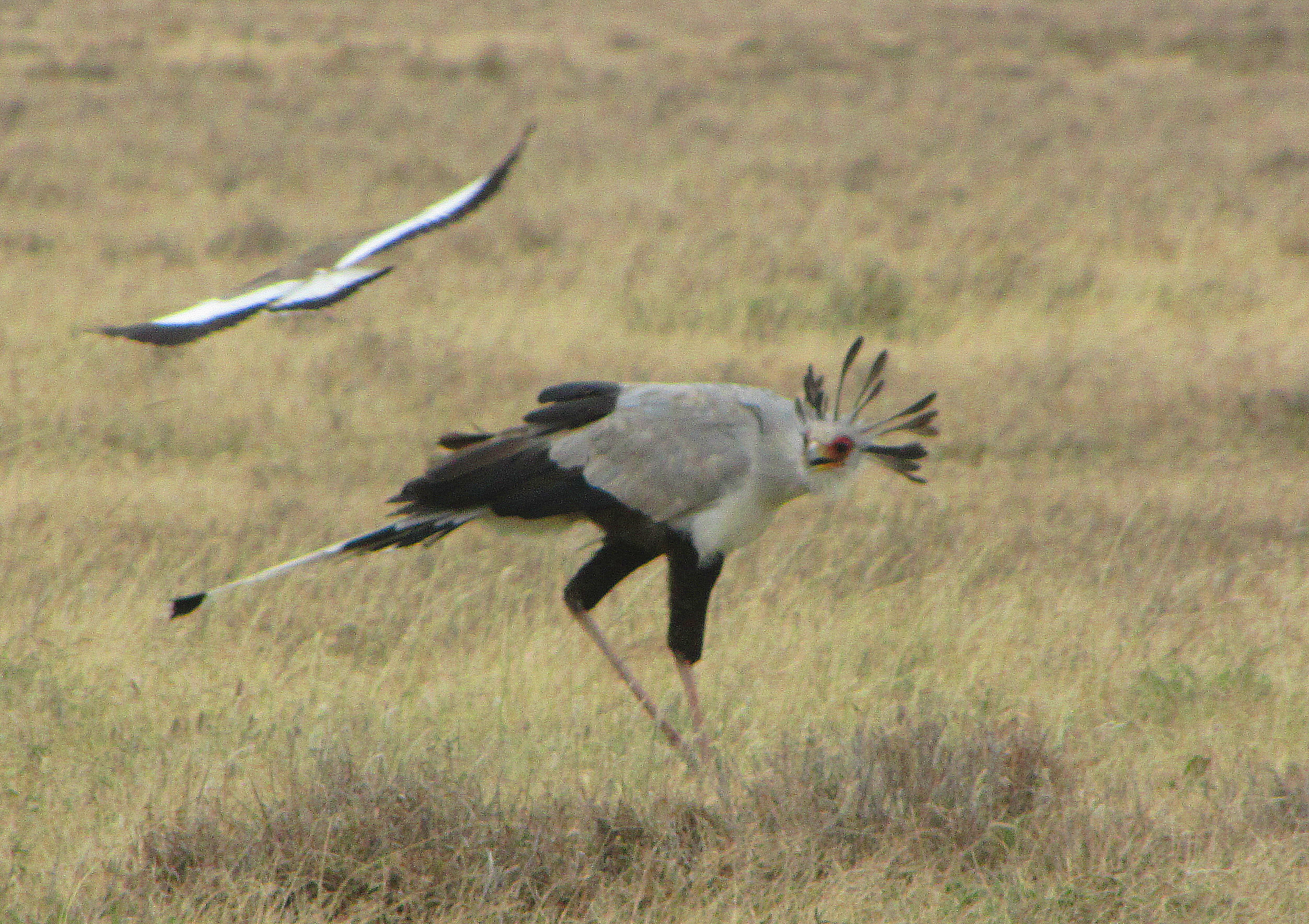